# Grand-Fougeray
Grand-Fougeray är en kommun i departementet Ille-et-Vilaine i regionen Bretagne i nordvästra Frankrike. Kommunen ligger i kantonen Grand-Fougeray som tillhör arrondissementet Redon. År 2022 hade Grand-Fougeray 2 523 invånare.

## Befolkningsutveckling
Antalet invånare i kommunen Grand-Fougeray
Referens:INSEE